# Saint-Pastous
Saint-Pastous (gaskognisch Sent Pastors) ist eine französische Gemeinde mit 149 Einwohnern (Stand 1. Januar 2022) im Département Hautes-Pyrénées in der Region Okzitanien; sie gehört zum Arrondissement Argelès-Gazost und zum Kanton La Vallée des Gaves.

## Lage
Saint-Pastous liegt im Süden des Département Hautes-Pyrénées rund 26 Kilometer (Luftlinie) südsüdwestlich von Tarbes im Umfeld des Nationalparks Pyrenäen.
Die Gemeinde besteht aus den Siedlungen Bayès, Sainte-Marie, Saint-Germés und Saint-Pastous sowie einigen Einzelgehöften. 

## Geschichte
Eine erste indirekte namentliche Erwähnung erfuhr der Ort 1050/1070 im Kopialbuch von Bigorre unter De casale Sancti Pastoris. Im frühen Mittelalter wechselte die Herrschaft häufig (Westgoten, Basken, Franken, Sarazenen). Danach war der Ort jahrhundertelang unter der Herrschaft des Königreichs Aquitanien respektive des Herzogtums Gascogne. Von 900 bis 1609 gab es eine Grafschaft Bigorre innerhalb der vorgenannten Gebiete. Im Hundertjährigen Krieg war Saint-Pastous manchmal unter englischer, manchmal unter französischer Herrschaft. Von 1425 bis 1609 gehörte der Ort als Teil der Grafschaft Bigorre zur nur lose mit Frankreich verbundenen Grafschaft Foix. Weil der letzte Herrscher dieser Grafschaft, König Heinrich II. aus dem Hause Bourbon, 1589 den Thron von Frankreich (als Heinrich IV.) bestieg, waren die Orte der Region von 1609 bis 1789 Krondomäne. Die Gemeinde gehörte von 1793 bis 1801 zum District Argelès. Zudem war sie von 1793 bis 1801 Teil des Kantons Préchac und von 1801 bis 2015 Teil des Kantons Argelès-Gazost (1793–1896 unter dem Namen Kanton Argelès). Mit Ausnahme der Jahre von 1926 bis 1942 (Arrondissement Bagnères) war Saint-Pastous seit 1801 Teil des Arrondissements Argelès-Gazost. Die Gemeinde ist Teil der historischen Landschaft Lavedan (auch Pays des Sept Vallées genannt).

### Bevölkerungsentwicklung
| Jahr                       | 1962 | 1968 | 1975 | 1982 | 1990 | 1999 | 2006 | 2014 | 2020 |
| Einwohner                  | 106  | 91   | 82   | 78   | 91   | 109  | 88   | 131  | 143  |
| Quellen: Cassini und INSEE |      |      |      |      |      |      |      |      |      |

Die zunehmende Mechanisierung der Landwirtschaft führte zu einem kontinuierlichen Absinken der Einwohnerzahlen bis auf die Tiefststände im 20. Jahrhundert.

## Sehenswürdigkeiten

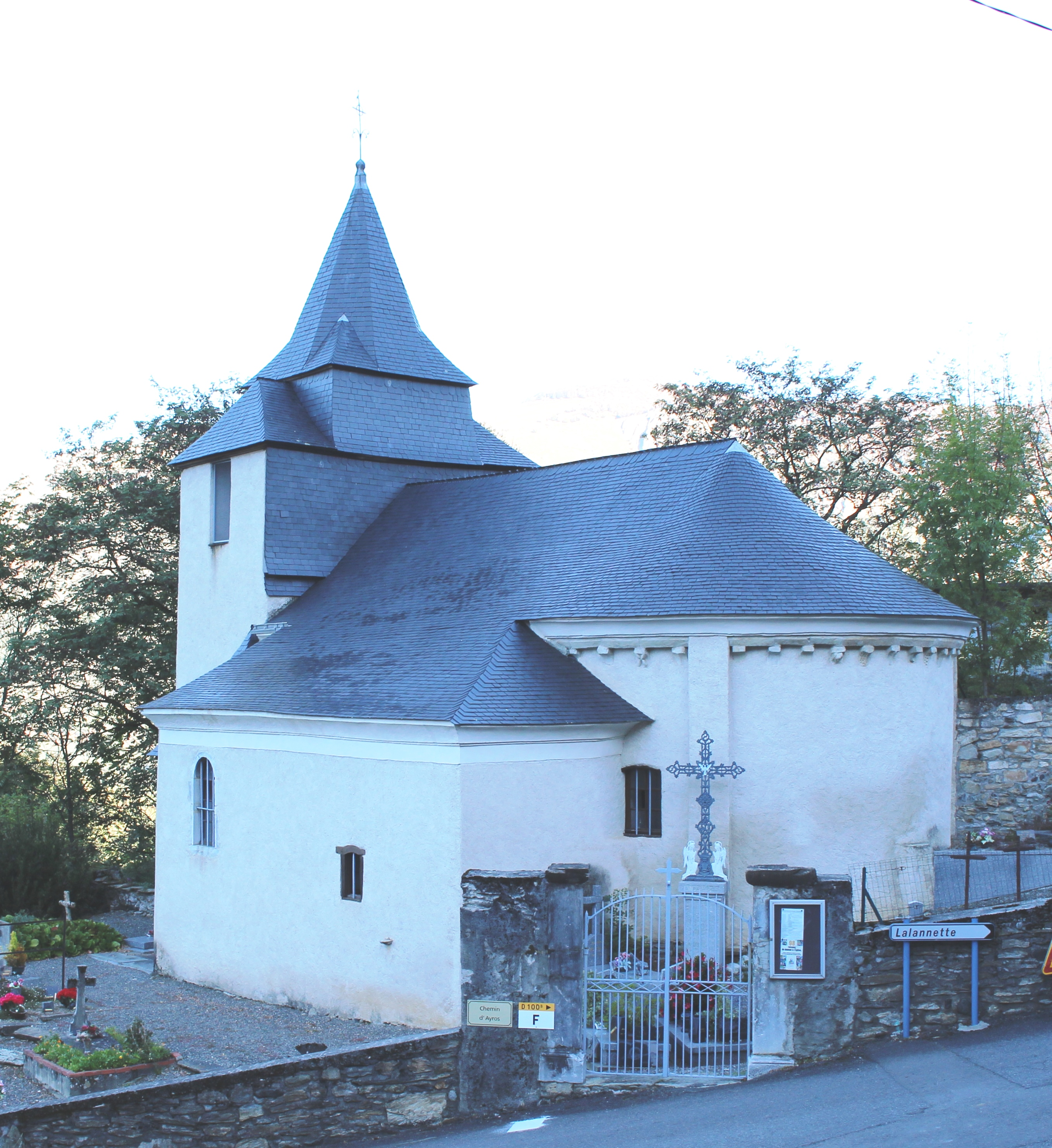
Himmelfahrtskirche
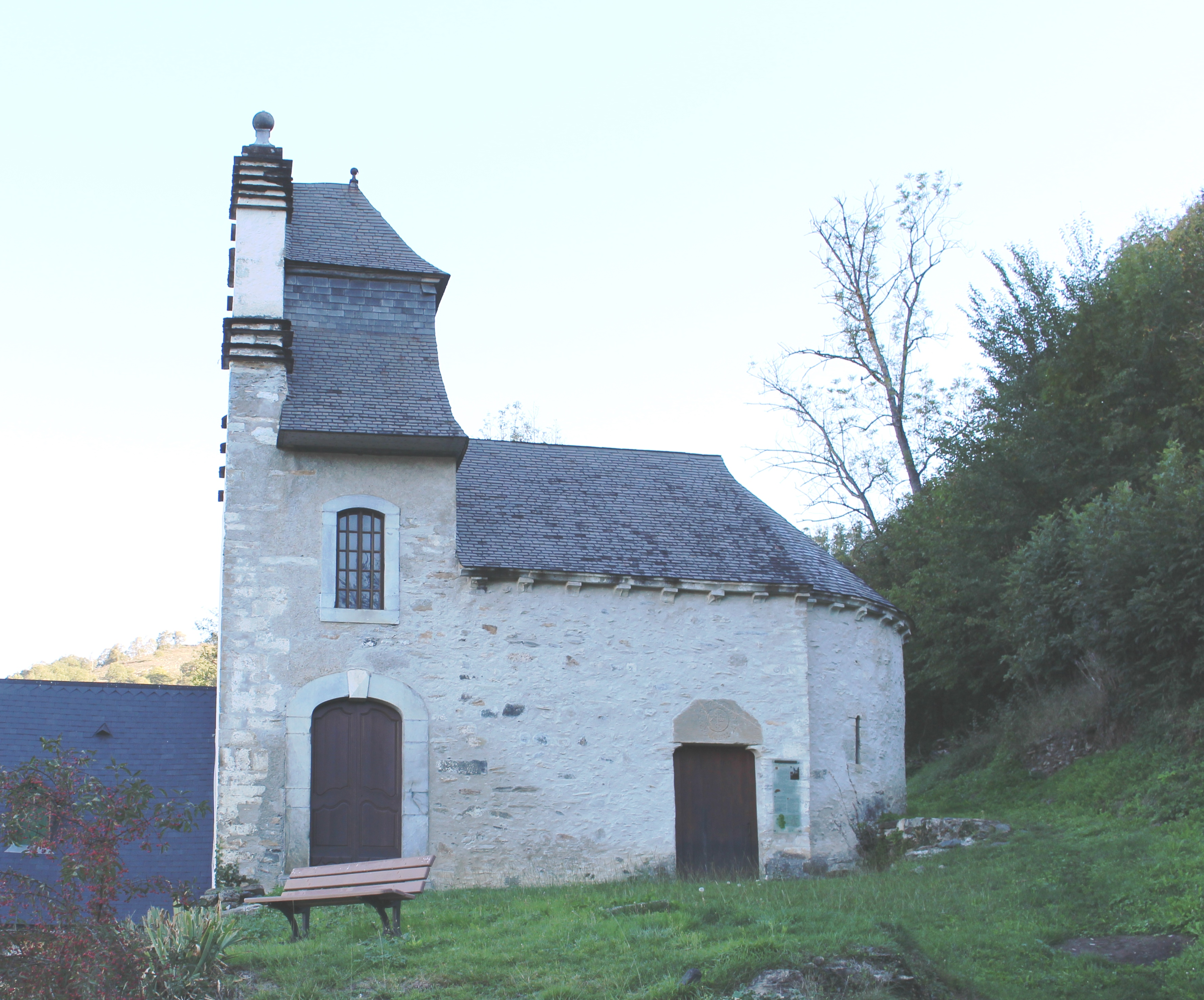
Kirche Sainte-Marie
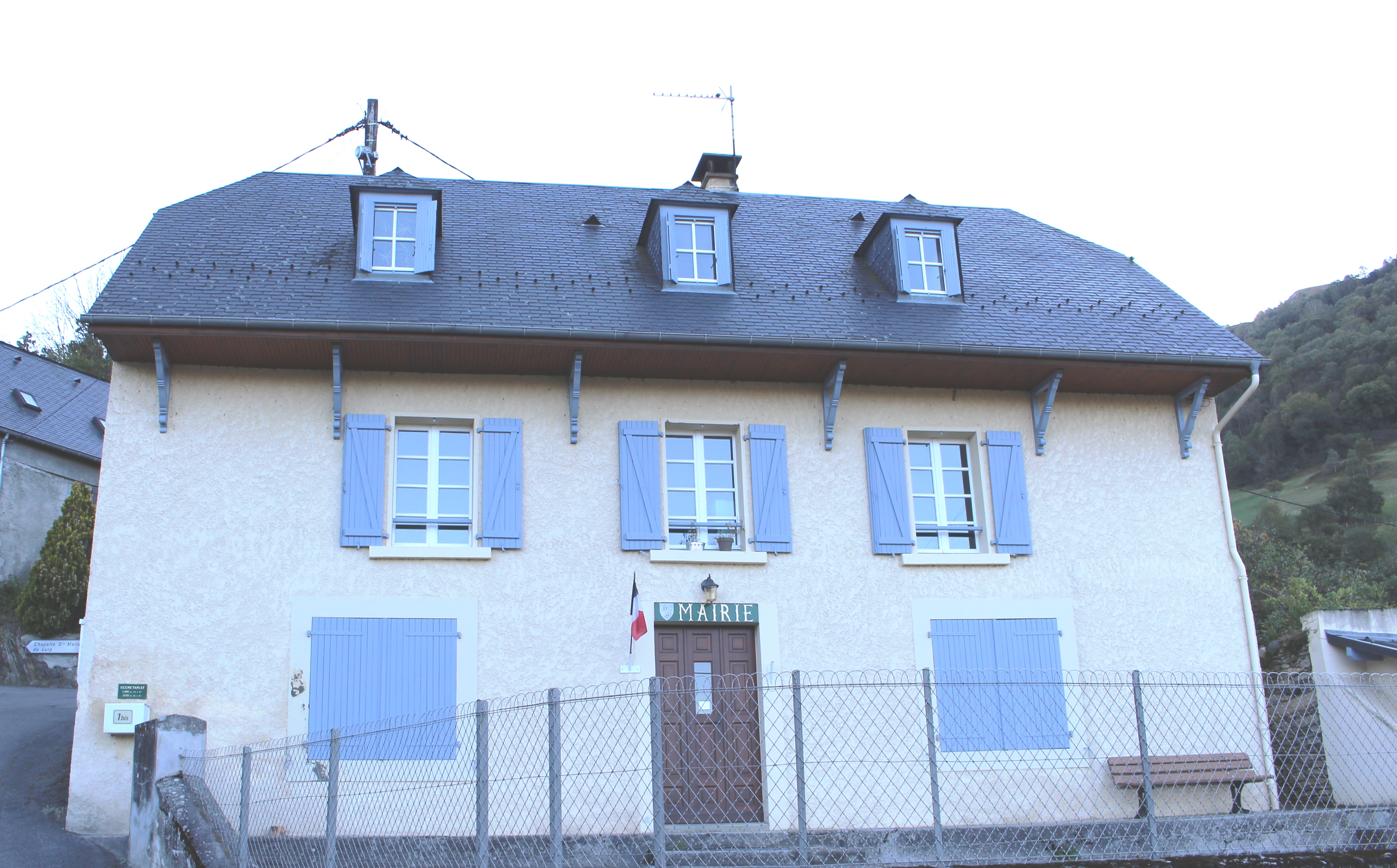
Rathaus (mairie)
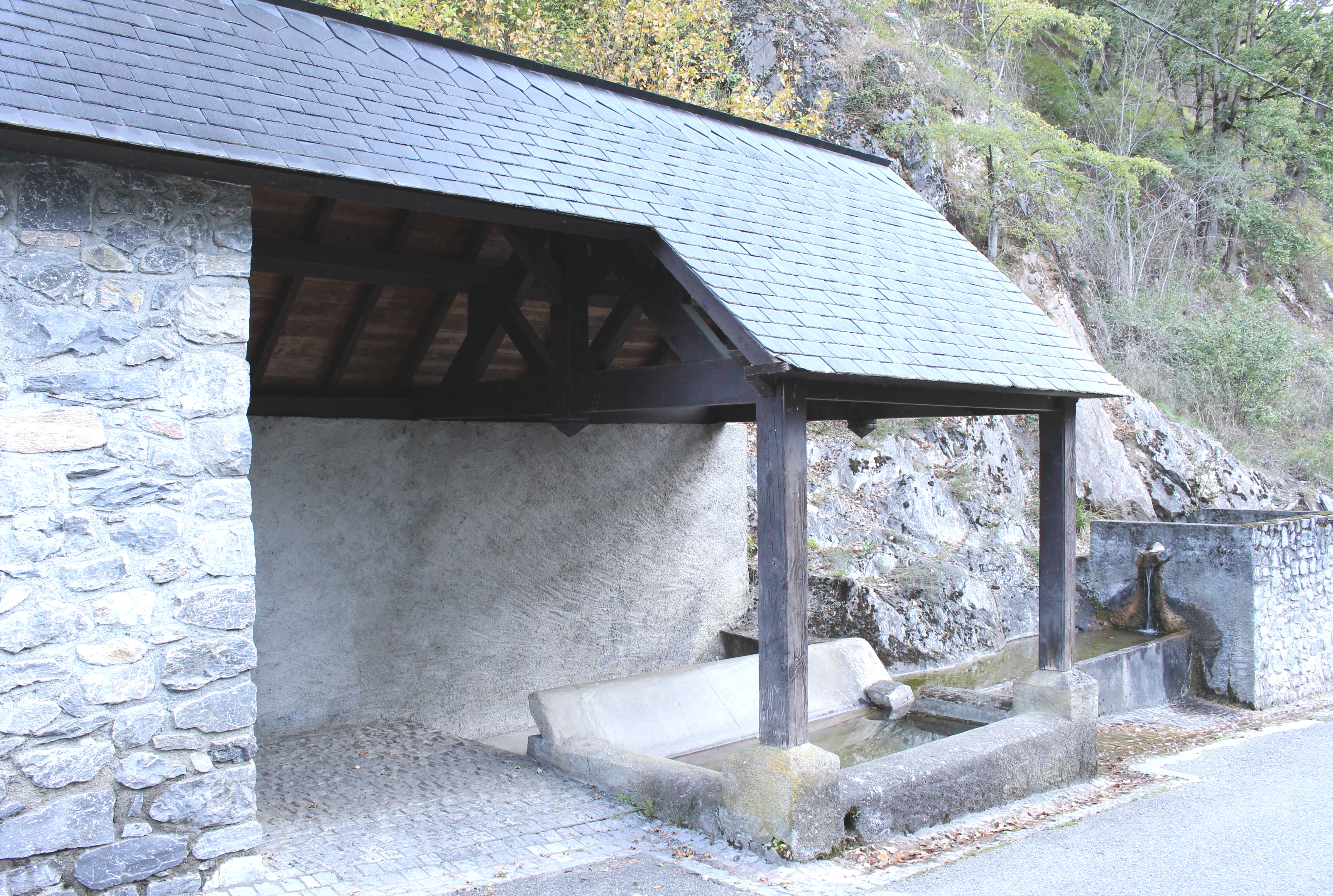
Ehemaliges öffentliches Waschhaus
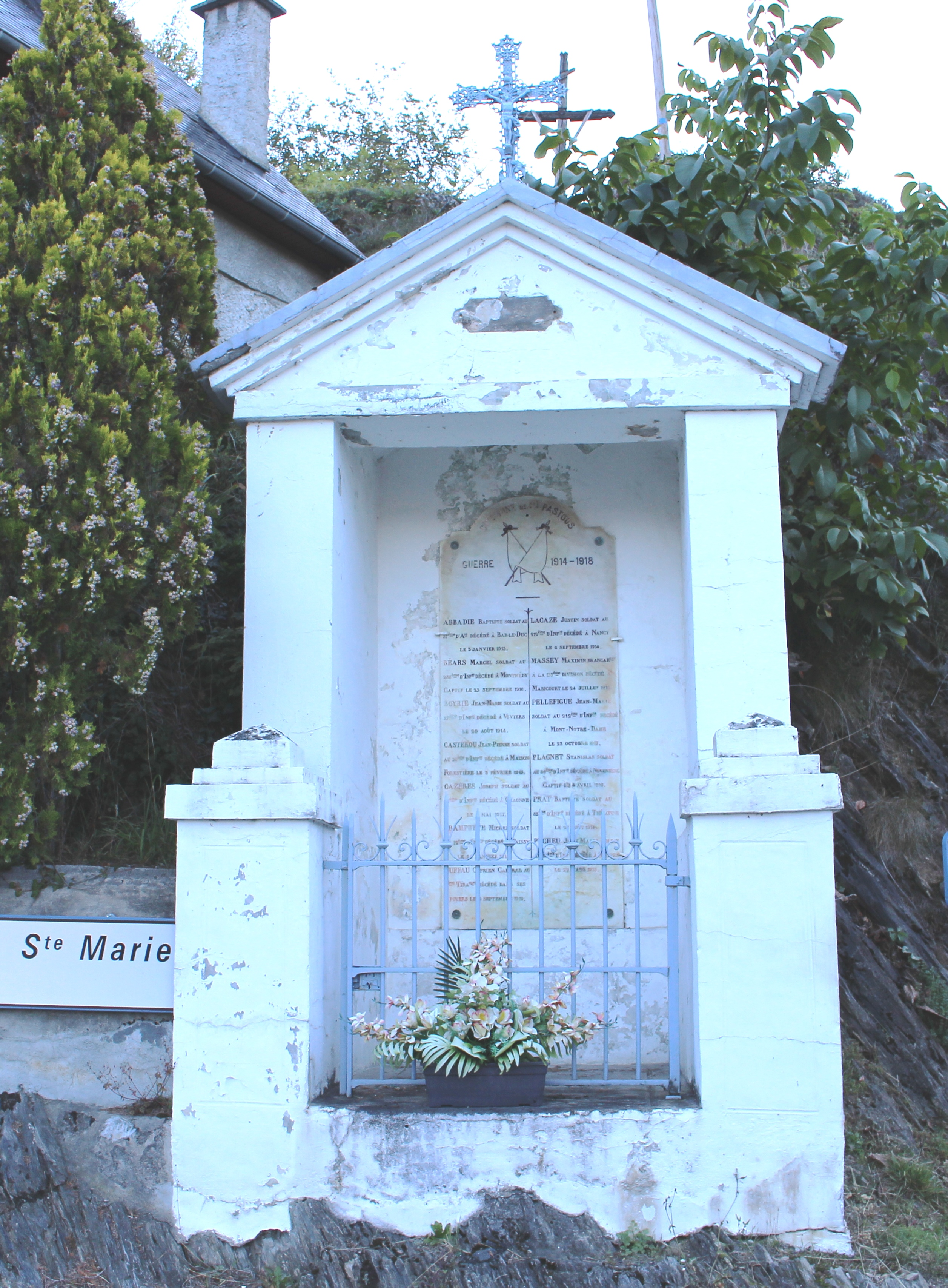
Gefallenendenkmal

- Himmelfahrtskirche
- Kirche Sainte-Marie
- Rathaus (mairie)
- Ehemaliges öffentliches Waschhaus
- Gefallenendenkmal